# Маньково-Березовський район
Маньково-Березовський район — адміністративно-територіальна одиниця, що існувала в РРФСР у 1924⁣ — ⁣1934 роках.
Адміністративний центр — слобода Маньково-Березовська.

## Історія
Маньково-Березовський район було утворено 1924 року у складі Морозовського округу.
У 1925 році територія Морозовського округу була приєднана до Шахтинсько-Донецького округу, що був у складі Південно-Східної області.
30 липня 1930 року Шахтинсько-Донецький округ було скасовано та його райони відійшли до прямого підпорядкування Північнокавказькому краю.
10 січня 1934 року з Північнокавказького краю було виділено Азово-Чорноморський край.
У 1935 році територія Маньково-Березовського району увійшла до складу Мілютинського району Ростовської області.